# Frank Zappa
Frank Vincent Zappa (21. prosince 1940 Baltimore, Maryland, USA – 4. prosince 1993 Laurel Canyon, Kalifornie, USA) byl americký hudebník, zpěvák, hudební skladatel, producent, kytarista a filmař, jeden z velkých experimentátorů v dějinách rockové hudby. Jeho práce byla charakteristická nekonformním přístupem, volnými improvizacemi, experimentováním se zvuky, hudební virtuozitou a satirickým pohledem na americkou kulturu. Ve své více než 30leté kariéře se věnoval několika hudebním žánrům. Komponoval rockovou, popovou hudbu, jazz, či jazz fusion, orchestrální díla moderní klasické hudby, rockové opery, práce ve stylu musique concrète, absurdity a příkrého, satirického humoru. Je producentem většiny z více než 60 alb, které vydal jako sólový hudebník nebo se svou skupinou The Mothers of Invention. Je považován za jednoho z nejinovativnějších a stylově nejrůznorodějších rockových hudebníků své generace. Frank Zappa režíroval i celovečerní filmy a hudební videa a byl autorem grafických návrhů obalů hudebních alb.
Zappa byl hudebním samoukem, který přebíral vlivy z různých žánrů a proto je těžké kategorizovat jeho hudební dílo. V mládí čerpal inspiraci od skladatelů hudební klasiky 20. století jako byli Edgard Varèse, Igor Stravinskij a Anton Webern ale i z R&B 50. let. Klasickou hudbu začal komponovat už na gymnáziu, ale v téže době hrával na bicí nástroje v hudební skupině hrající R & B. Později se přeorientoval na elektrickou kytaru. V roce 1966 nahrál se skupinou Mothers of Invention album Freak Out!. Na tomto debutu konvenční rokenrol kombinoval se studiovou koláží společných hudebních improvizací. S takovým eklektickým a experimentálním přístupem pokračoval i nadále bez ohledu na to, zda si jako základní formát interpretace vybral jazz, rock nebo klasickou hudbu.
Hudební nahrávky Franka Zappy jsou spojovány koncepční kontinuitou. Sám ji nazval "Project/Object". Má množství hudebních frází, myšlenek a symbolů, které se v obnovených verzích vynořují v jeho albech. Jeho texty často humorně odrážejí jeho odmítání ikonického pohledu na zavedené sociální a politické procesy, struktury a hnutí. Zappa byl kritikem běžného stereotypního vzdělávání a organizovaného náboženství. Zároveň byl přímým a vášnivým stoupencem svobody projevu, sebevzdělávání, spoluúčasti na politickém dění a zrušení cenzury. Oproti mnohým rockovým hudebníkům své generace neužíval drogy, ale podporoval jejich dekriminalizaci a regulovaný prodej.
Během života byl Frank Zappa vysoce produktivním, plodným umělcem. Byl respektován hudební kritikou, ale i kolegy z jeho hudební branže. Jako nezávislý umělec dosahoval komerčního úspěchu hlavně v Evropě. Ovlivnil mnoho hudebníků a hudebních skladatelů. Mezi jeho ocenění patří i uvedení do Rokenrolové síni slávy (1995) nebo cena Grammy za celoživotní přínos z roku 1997. V roce 2004 dal časopis Rolling Stone Franka Zappu na 71. místo seznamu "Stovky nejlepších hudebníků všech dob" a v roce 2011 na 22 . místo seznamu "Stovky nejlepších kytaristů všech dob".

## Život

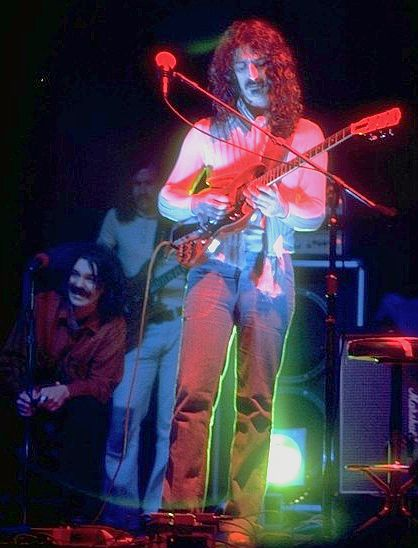
Zappa a Captain Beefheart (vlevo), během koncertu v roce 1975

Zappa se narodil 21. prosince 1940 v Baltimore v Marylandu. Jeho matka Rosemarie (za svobodna Collimore) měla italské (neapolské a sicilské) a francouzské předky; jeho otec (povoláním chemik), jehož jméno bylo poangličtěno na Francis Vincent Zappa, pocházel z města Partinico na Sicílii a měl řecké a arabské předky.
V dětství Franka Zappu pronásledovaly nemoci, a jeho rodiče se v roce 1952 rozhodli přestěhovat do slunné Kalifornie, konkrétně do San Diega. Svou první kapelu Blackouts založil na střední škole ve městě Lancaster v Kalifornii, v té době ještě sám hrál na bicí. Pod dojmem nahrávky Edgarda Varèseho začal komponovat krátké skladby. K jeho dalším oblíbeným klasickým skladatelům patřili Igor Stravinskij a český skladatel mikrotonální hudby Alois Hába. S kamarádem Donem Van Vlietem (později znám jako Captain Beefheart) hltali rhythm and bluesové nahrávky. Opustil vysokou školu, která jej podle jeho vlastních slov nemohla již nic naučit, a začal se věnovat psaní hudby k filmům a reklamě. Pokoušel se natáčet i experimentální filmy. Za honorář za hudbu k filmu „Run Home Slow“ si zakoupil nahrávací studio v Cucamonze, které nazval Studio Z. Založil kapelu Giants, přímého předchůdce skupiny Mothers of Invention. Roku 1966 s nimi vydává úspěšné dvojalbum Freak Out!, které jej postavilo do čela experimentálního rocku a otevřelo cesty novým formám rockové hudby, psychedelie a spojení rocku s vážnou hudbou.
Od přelomu 80. a 90. se začal více angažovat v oblasti občanského života – v rozhovorech otevřeně vyjadřoval určitou skepsi ohledně soudobého fungování společnosti, o pozici politiky a médií v hierarchii moci, o cenzuře, kontrole, nečistém svazku vlády a byznysu a souvisejících tématech, na která i skládal některé ze svých písní. Proti cenzuře v hudbě vystupoval velmi aktivně.
Frank byl ženatý s Kay Sherman (1960 až 1964) a s Gail Sloatman, se kterou měl čtyři děti s neobvyklými jmény – synové Dweezil a Ahmet Emuukha Rodan, dcery Moon Unit a Diva Thin Muffin Pigeen.

## Smrt
Frank Zappa zemřel 4. prosince 1993 na rakovinu prostaty. Je pohřben v neoznačeném hrobě na Westwood Village Memorial Park Cemetery ve Westwoodu v kalifornském Los Angeles.

## Zajímavosti
- Krátce po roce 1989 zavítal do ČSFR na pozvání Václava Havla, aby zde působil jako vládní konzultant na obchod, kulturní záležitosti a turismus. Zappa nabídku s nadšením přijal a začal se setkávat se zástupci korporací zamýšlejících investovat v Československu. Po několika týdnech však americká administrativa vyvinula tlak na jeho odvolání (zejména po jeho úvaze o proměně Prahy v středoevropskou Kristianii[zdroj⁠?!]), a tak Havel ze Zappy udělal kulturního atašé.[4]
- Když v roce 1990 přijel za Václavem Havlem, řekl: „Máte pěknou zem, nezničte si ji“.
- V roce 1991 vystoupil s Pražským výběrem na koncertě Adieu CA, při příležitosti odchodu sovětské armády.[5]
- Václav Havel byl Zappův dlouhodobý fanoušek.
- Skupina Plastic People of the Universe se takto pojmenovala podle Zappovy písně „Plastic People“ z roku 1968.
- Po Franku Zappovi je pojmenována planetka 3834 Zappafrank.
- „Problémem nejsou drogy, nýbrž lidé, kteří v nich vidí povolenku chovat se jak kreténi.“ – Frank Zappa
- 2012 – založena skupina na podporu prevence rakoviny prostaty Zappalení pod vedením Tomáše Kluse.[zdroj⁠?!]

## Diskografie
Dá se zhruba rozdělit do tří období:[zdroj⁠?!]
1. novátorské počátky s Mothers of Invention
2. silné období po rozpuštění Mothers
3. ještě ne zcela zhodnocené a nepřehledné období po vydání desky Joe's Garage